# مريم بودربالة
مريم بودربالة ولدت في تونس في 30 مايو 1960 ، هي فنانة تشكيلية تونسية .

## سيرة شخصية

### التعلم
التحقت مريم بودربالة بمدرسة الفنون الجميلة في آكس أون بروفانس عام 1980  وتخرجت في مجال الطباعة والرسم عام 1985.
ثم درست في قسم النقش في كلية تشيلسي للفنون والتصميم في لندن.
تستخدم مريم بودربالة وسائل مختلفة لإنتاج أعمالها. تستخدم الرسم على مواد مختلفة (قماش ، ورق ، زجاج ونسيج و سيراميك)  ، كما تختص بالتصوير والكولاج لتجسيد نقدها الاستشراق:
مريم أيضًا مصممة سينوغرافيا ومخرجة مسرحية ومن أعمالها «أوبو في فلسطين» التي عُرضت في رام الله عام 2002.

## المعارض
شاركت مريم بودربالة في أكثر من عشرين معرضا. عرضت أعمالها في أربعة معارض فردية وعشرة معارض جماعية. كما شاركت مريم بودربالة في ثلاثة معارض فنية وثلاث بيناليات.

### المعارض الشخصية
- 1986 : غاليري لولا جاسين ، نيس ، فرنسا [9]
- 1988 : غاليري لولا جاسين ، نيس ، فرنسا
- 1989 : غاليري لولا جاسين ، نيس ، فرنسا
- 1993 : غاليري لولا جاسين ، نيس ، فرنسا

### معارض جماعية
- 2013 : حليم الكريم ، مريم بودربالة ، لوسيان كليرج ، وفرانسواز هوغويير ، غاليري باتريس تريغانو ، باريس ، فرنسا [9]
- 2016 : أمس ذكرى الغد ، جاليري المرسى ، دبي ، الإمارات العربية المتحدة
- 2017 : E-Mois ، متحف المعادن للفن الأفريقي المعاصر ، مراكش ، المغرب
- 2017 : E-Mois - سيرة ذاتية لمجموعة ، تحالفات مؤسسة ، الدار البيضاء ، المغرب
- 2018 : عين مفتوحة على العالم ، معهد العالم العربي ، باريس ، فرنسا

### بيناليات
- 2008 : بينالي البحر الأبيض المتوسط للفنون ، تونس ، تونس [9]
- 2010 : Biel International Cairo، Giza ، Egypt
- 2014 : Dak'Art ، داكار ، السنغال

### معارض فنية
- 2013 : Art Dubai (في) ، دبي ، الإمارات العربية المتحدة [9]
- 2015 : آرت باريس ، باريس ، فرنسا
- 2019 : آرت باريس ، باريس ، فرنسا

### صالات العرض
- غاليري المرسى ، المرسى [9]
- صالة الكمان الأزرق بسيدي بو سعيد

## أمينة معارض
مريم بودربالة هي أمينة معرض الفنون في تونس الذي نُظّم في قصر العبدلية في المرسى عام 2012 والذي تعرض لهجوم من قبل متطرفين دينيين دون تلقي دعم من الحكومة.

## الجوائز
- 1998 : الحائز على جائزة Fondation Ricard [6]
- 1999 : جائزة ميشلين المئوية
- 2010 : فارس وسام الآداب والفنون
- 2015 : وسام الفنون والآداب [14]